# Wolgaster Fähre
Wolgaster Fähre – przystanek kolejowy w Wolgast w Meklemburgii-Pomorzu Przednim w Niemczech. Jest to pierwsza stacja kolejowa na wyspie Uznam od strony stałego lądu.  
Znajduje się na linii kolejowej ze Świnoujścia.

## Połączenia
Na stacji zatrzymują się wszystkie pociągi. W sezonie pociągi UBB kursują do stacji Świnoujście Centrum co godzinę.

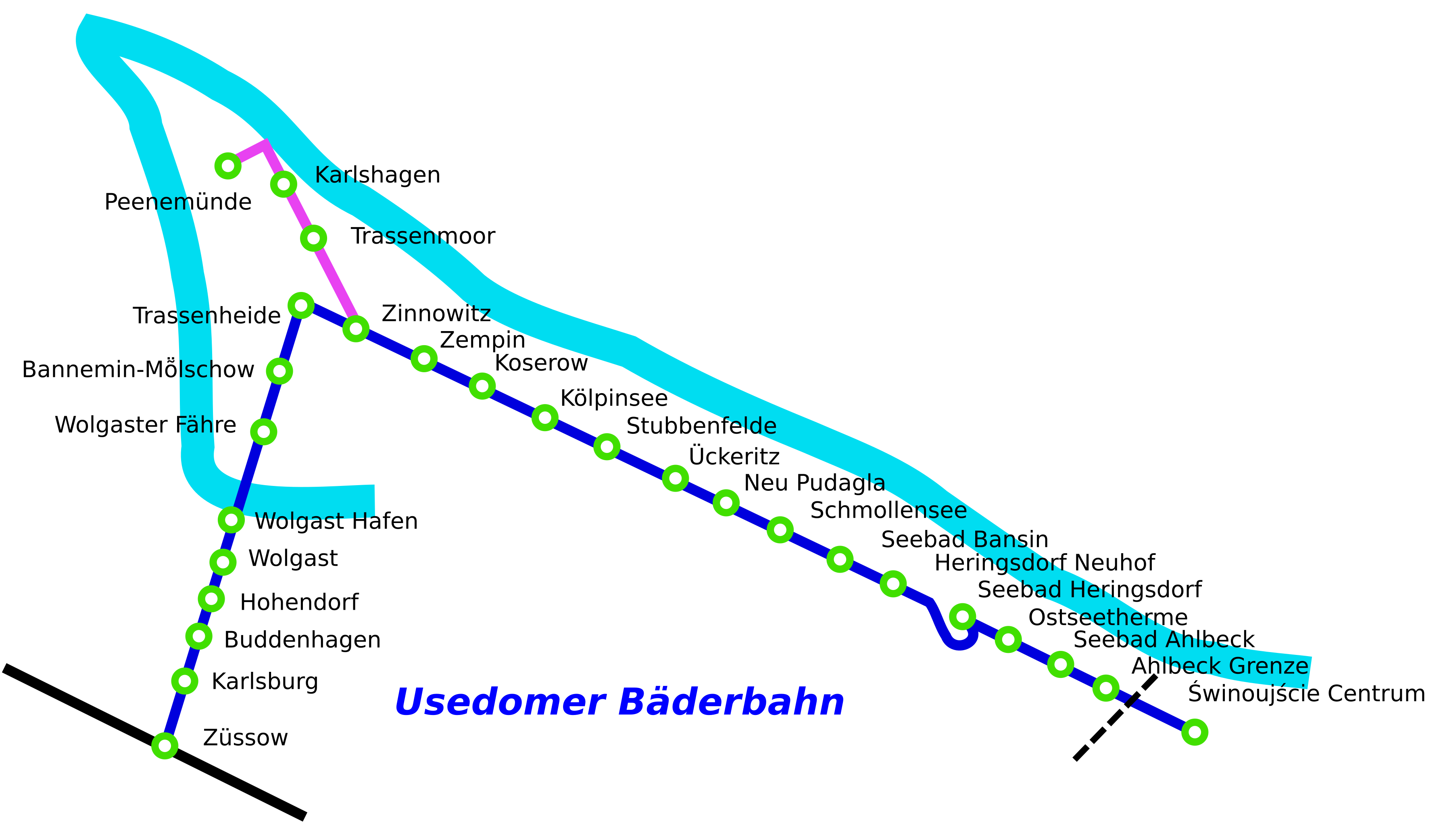
Kolej UBB na wyspie Uznam